# Robert Gajdík
Robert Gajdík, známý též jako Robert Gajdík – Slavko (1923, Zlín – 14. ledna 1942, Lipljan, Kosovo) byl jugoslávský partyzán původem z Československa.
Robert Gajdík pocházel ze Zlína. Od svých 16 let žil ve Skopje, kam přicestoval po obsazení Československa na jízdním kole. Jeho otec pracoval v podniku provozující Československem vybudovanou vodní elektrárnu v kaňonu Matka na jihu tehdejšího Království Jugoslávie. Sám Gajdík během svého středoškolského studia sympatizoval s levicovými hnutími. Roku 1939 se stal členem Svazu komunistické mládeže Jugoslávie.
Po okupaci Jugoslávie v roce 1941 se proto rozhodl aktivně bojovat proti německým, italským a bulharským okupačním vojskům a vstoupil do partyzánského vojska. Byl členem oddílu "Zenel Hajdini", který působil na území dnešního Kosova. V závěru roku 1941 jej zajalo gestapo, ale podařilo se mu uniknout. O rok později jej však opět okupanti dopadli; ještě téhož roku byl veřejně popraven ve věku 19 let.